# Haleine
Haleine är en kommun i departementet Orne i regionen Normandie i nordvästra Frankrike. Kommunen ligger i kantonen Juvigny-sous-Andaine som tillhör arrondissementet Alençon. År 2018 hade Haleine 223 invånare.

## Befolkningsutveckling
Antalet invånare i kommunen Haleine
| Referens: INSEE |